# Giovanni Alloatti
Giovanni Alloatti, italijanski dirkač, * ? ,Torino, Italija, † 9. junij 1934, Palermo, Italija.
Alloatti je prvič opozoril nase z zmago na dirki za Veliko nagrado Alessandrie v sezoni 1926, nato je še večkrat nastopil na dirki za Veliko nagrado Alessandrie, toda brez vidnejšega rezultata. Svojo drugo in zadnjo zmago kariere je dosegel na dirki za Veliko nagrado Pozza v sezoni 1929. Na dirki Targa Florio v sezoni 1934 je doživel hudo nesrečo, ko je v prvem krogu zletel čez ograjo mostu. Po dvajsetih dneh v palermski bolnišnici je podlegel poškodbam. Na dirko Mille Miglia 1934 so ga častno prijavili pod imenom Cavaliere Giovanni Alloatti